# Drama v tabore podmoskovnykh tsygan

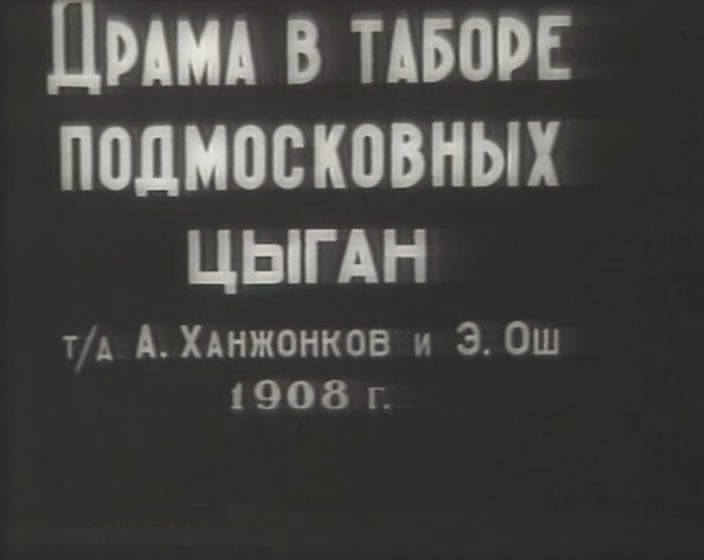
Protetor de tela do filme "Drama no acampamento dos ciganos perto de Moscou" (1908).

Drama v tabore podmoskovnykh tsygan é um filme de drama russo de 1909 dirigido por Vladimir Siversen.

## Enredo
Dois jovens estão apaixonados pela cigana Aza. Um deles, Aleko, recebe a simpatia de Aza. Ele faz uma oferta para se casar e ela concorda. O oponente de Aleko lhe envia um trapaceiro que durante o jogo ganha de Aleko todo o dinheiro, cavalo e Aza.